# Gerður Kristný
Gerður Kristný, fullständigt namn Gerður Kristný Guðjónsdóttir, född 10 juni 1970 i Reykjavik, är en isländsk författare. Hon avlade kandidatexamen i franska och litteraturvetenskap vid Islands universitet 1992. Därefter studerade hon journalistik och arbetade för Danmarks Radio. Den skönlitterära debuten kom 1994 med diktsamlingen Ísfrétt. Åren 1998–2004 drev hon tidskriften Mannlífs och därefter har hon arbetat som författare på heltid. Gerður Kristnýs författarskap består av poesi, romaner och pjäser och hon har skrivit både för vuxna och barn. Hon har mottagit en rad isländska litteraturpriser. År 2010 gav hon ut Blodhov, en omdiktning av "Sången om Skirner" ur den poetiska Eddan, omförd till kvinnligt perspektiv. För boken fick hon Isländska litteraturpriset och blev nominerad till Nordiska rådets litteraturpris. Hon bor i Reykjavik, är gift och har två barn. 2010 tilldelades hon även det isländska poesipriset Jón från Vörs diktkäpp (isländska: Ljóðstafur Jóns úr Vör) 

## Utgivet
- Ísfrétt (1994) – dikter
- Regnbogi í póstinum (1996) – roman
- Eitruð epli (1998) – noveller
- Bannað að blóta í brúðarkjól (2000) – pjäs
- Launkofi (2000) – dikter
- Ég veit þú kemur (2002) – roman
- Marta smarta (2002) – barnbok
- Bátur með segli og allt (2004) – roman
- Jóladýrin (2004) – barnbok
- Bilden av pappa (Myndin af pabba) (2005; på svenska 2006 i översättning av Ylva Hellerud) – reportagebok
- Land hinna týndu sokka (2006) – barnbok
- Ballið á Bessastöðum (2007) – barnbok
- Höggstaður (2007) – dikter
- Garðurinn (2008) – barnbok
- Prinsessan á Bessastöðum (2009) – barnbok
- Blodhov (Blóðhófnir) (2010; på svenska 2013 i översättning av John Swedenmark) – berättande dikt
- Forsetinn, prinsessan og höllin sem svaf (2010) – barnbok
- Strandir (2012) – dikter
- Ljóðasafn (2014) – dikter
- Drápa (2014) – dikter
- Dúkka (2015) – barnbok
- Hestvík (2016) – roman
- Smartís (2017) – roman
- Sálumessa (2018) – dikter
- Heimskaut (2019) – dikter